# Метростанция „Сливница“
Метростанция „Сливница“ е станция на Софийското метро. Станцията се обслужва от линии М1 и М4 и е въведена е в експлоатация на 28 януари 1998 г.

## Местоположение
Станцията е разположена напречно на бул. „Сливница“ в края на ж.к. „Люлин“. След нея в посока Обеля е разположено депото. Метростанцията е безколонен тип, с островен перон, плитко заложение. Дължина на перона е 120 m. Станцията има общо 4 вход/изхода, от всяка страна на кръстовището на бул. „Сливница“ и бул. „Панчо Владигеров“.
Достъпност до перона е осигурена с асансьор в южния вестибюл, достъпен през вход/изходи 3 и 4.
| № | Име на вход/изход      | Достъпност |
| - | ---------------------- | ---------- |
| 1 | бул. Панчо Владигеров  |            |
| 2 | кв. Модерно предградие |            |
| 3 | ж.к. Люлин 8           |            |
| 4 | ж.к. Люлин 1           | асансьор   |

## Архитектура
Станцията е подземна. Входовете са амфитеатрални и чрез открити стъпала се достига до бул. „Сливница“ и автостанция „Сливница“. Вътрешното пространство е оформено с окачени тавани тип „Хънтър Дъглас“, а стените и подовете са облицовани с мрамор и гранит.
На станцията е монтирана автоматична портална платформа.
Архитекти: арх. К. Бочков и арх. Б. Седмаков.

## Връзки с градския транспорт

### Метролинии
Станцията се обслужва от две метро линии – М1 и М4. За влаковете от линия М1 метростанция „Сливница“ е последна станция, докато влаковете от линия М4 продължават към метростанция „Обеля“.

### Автобусни линии
Метростанция „Сливница“ се обслужва от 8 автобусни линии от дневния градски транспорт и не се обслужва от нощния транспорт. Повечето от линиите спират на спирка „Автостанция Сливница“ като първа/последна спирка, което прави метростанция „Сливница“ една от малкото в София с действащ интермодален терминал.
- Линии с последна спирка на метростанция „Сливница“: 47, 49, 54
- Линии, преминаващи покрай метростанция „Сливница“: Х43, 81, 82, 108, 309